# 第二哈夫里利夫卡
46°10′43″N 33°28′5″E / 46.17861°N 33.46806°E
第二哈夫里利夫卡（烏克蘭語：Гаврилівка Друга）是位於烏克蘭南部的村莊，由赫爾松州斯卡多夫斯克區的卡蘭恰克市鎮負責管轄。該村始建於1780年，面積233平方公里，海拔高度75米，2001年人口1,509，人口密度每平方公里6.5人。现被俄罗斯占领。